# Fort Sint-Jacob

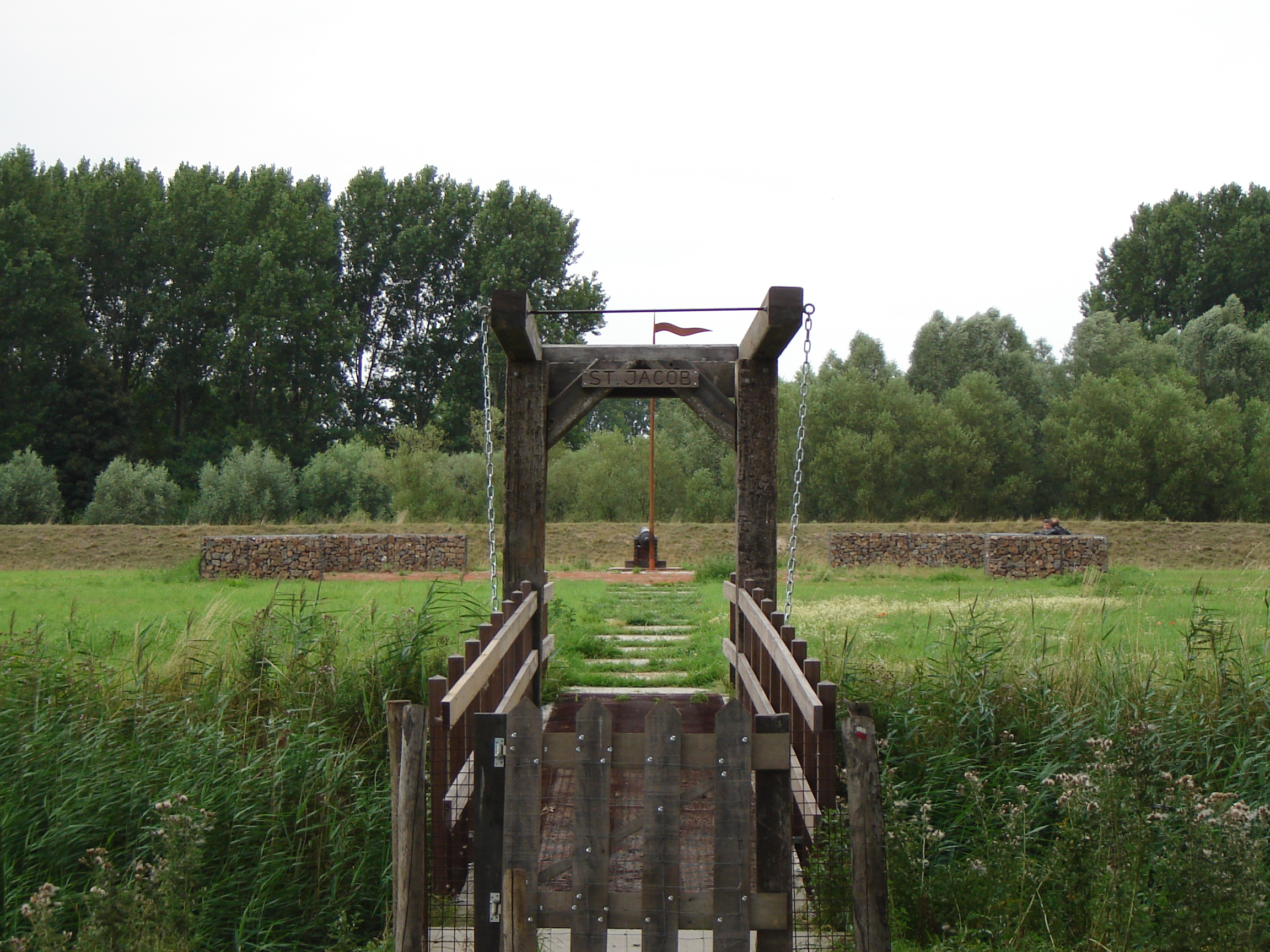
Fort Sint-Jacob

Het Fort Sint-Jacob was een fort dat zich bevond ten zuidoosten van Axel. Het maakte deel uit van de Linie van Communicatie tussen Hulst en Sas van Gent, wat een onderdeel is van de Staats-Spaanse Linies. Het fort is daar gelegen tussen Fort Sint-Joseph en Fort Sint-Livinus.
Fort Sint-Jacob werd in 1634 aangelegd door de Spaansgezinden, om het achterland te beschermen tegen Staatse invallen vanuit het Land van Axel. In 1645 echter kwam het fort, evenals de gehele linie, in Staatse handen.
Het was een vierkante redoute, omgeven door een aarden wal en een binnengracht.

## Heden
Fort en liniedijk zijn nog goed in het landschap herkenbaar. In 2009 werden restauratiewerkzaamheden uitgevoerd, waarbij ook een nieuwe ophaalbrug werd gebouwd en het binnenplein werd gereconstrueerd. Het fort is tegenwoordig een natuurgebied, dat beheerd wordt door Staatsbosbeheer. Het is vrij toegankelijk en er zijn wandelpaden aangelegd.